# Бъкингамски дворец
Бъкингамският дворец (на английски: Buckingham Palace) е основна лондонска резиденция на британския монарх. Разположен е в района Уестминстър.
Част от 775-те стаи (официалните апартаменти, тронната зала и Картинната галерия) са отворени за посещение през август и септември, когато кралят е извън двореца. Смяната на войниците е през ден в 11 и 30 ч.
Първоначално известна като Buckingam House (Бъкингам Хаус), първоначално построената сграда е голяма градска резиденция на херцога на Бъкингам, построена през 1703 г. Дворецът е на площ от 77 000 m². На първия етаж в центъра е разположена музикалната стая. В задната част на двореца има голям парк, който заедно с езерото е най-голямата частна градина в Лондон.